# Jamie Herrell
Jamie Herrell, née le 12 juillet 1994 à Glendora (Californie), est un mannequin américano-philippin ayant été couronné Miss Terre en 2014 (pour les Philippines).